# 분산적 지도성
분산 리더십은 사람들과 복잡한 조직의 맥락에서 리더십 업무가 어떻게 이루어지는지 이해하기 위한 개념적 분석적 접근 방식이다. 교육 연구에서 개발되고 주로 사용되었지만, 이후 비즈니스 및 관광을 포함한 다른 영역에도 적용되었다. 개별 리더의 특성이나 상황의 특징에 초점을 맞추기보다는, 분산 리더십은 행위자들이 조직 전체에 "확장"되거나 분산된 업무에 어떻게 참여하는지를 강조한다. 활동 이론과 사회적으로 분산된 인지에 이론적 기반을 두고 있으며, 분산된 관점에서 리더십을 이해한다는 것은 리더십 활동을 리더, 추종자, 상황의 교차점에서 상황적이고 사회적인 과정으로 보는 것을 의미한다.

## 배경 및 기원
분산 리더십은 2000년대 초 사회학적, 인지적, 심리학적, 인류학적 이론, 가장 중요하게는 분산 인지와 활동 이론에서 비롯되었으며, 벵거의 실천 공동체의 영향도 받았다. 이는 학교 리더십을 연구하기 위한 이론적, 분석적 틀로 구상되었으며, 리더십이 "사회적, 상황적 맥락"에 걸쳐 확장된 활동으로서 학교에서 어떻게 구현되는지에 명시적으로 초점을 맞출 수 있도록 했다.
1990년대 후반까지의 리더십 연구는 개별 리더의 특정 특성, 기능 또는 효과에 초점을 맞췄다. 교육 연구에서 수행된 많은 작업은 오직 교장에게만 초점을 맞추고 개인의 영웅주의를 정의하는 데 중점을 두었다. 무엇이 이루어졌는지에 대한 설명은 있었지만 어떻게 이루어졌는지에 대한 설명은 없었으며, 이는 맥락 간의 전이 가능성을 제한했다. 이 연구에서는 리더가 학교의 복잡한 환경에 어떻게 반응했는지 불분명했다. 교수 리더십 또는 변혁적 리더십과 같이 지정된 리더의 역할이나 기능에 계속 초점을 맞춘 리더십 연구도 있었지만, 리더십을 한 명 이상이 공유하는 노력으로 이해하는 중요한 변화도 있었다. 후자의 구성은 교사 리더십, 민주적 리더십, 공유 리더십 또는 협력적 리더십을 포함하여 학교 전체에서 다양한 형태의 리더십을 제공하는 다양한 역할을 더 광범위하게 살펴본다. 분산 리더십은 이러한 다중 에이전트 관점을 바탕으로 행위자들이 학교에서 교수 및 학습 개선을 위한 조건을 확립하기 위해 어떻게 노력하는지 설명한다. 분산 리더십은 활동이 아니라 절차이다.

## 핵심 개념
리더십은 "조직 구성원의 동기, 지식, 정서 또는 관행에 영향을 미치기 위해 조직 구성원이 설계한 조직의 핵심 업무와 관련된 모든 활동"으로 정의된다. 따라서 리더는 직위가 아니라 업무에 기반하여 이러한 활동에 참여하는 모든 사람이다. 이 정의가 함축하듯이, 조직 내에는 이러한 리더십 활동의 영향을 받는 집단이 있는데, 이들이 추종자이다. 중요한 것은 리더 또는 추종자의 역할은 역동적이며, 한 사람이 한 상황에서는 추종자일 수 있지만 다른 상황에서는 아닐 수도 있다는 점이다. 또한 추종자들은 이러한 영향의 수동적인 수용자가 아니며 추종자들도 리더에게 영향을 미칠 수 있다.

### 리더 플러스
리더 플러스 측면은 리더십 활동 전체가 여러 사람에게 확장되거나 분산된다고 가정한다. 리더십은 종종 공식적인 리더십 직책에 있지 않은 사람들과 함께 실행되므로, 분산 리더십은 역할보다는 리더십 활동의 실행을 조사한다. 리더십 활동의 구성은 협력적, 집단적, 조정적 분산을 포함할 수 있다. 협력적 분산은 두 명 이상의 리더가 같은 장소와 시간에 리더십 활동을 공동으로 수행하는 경우이다. 집단적 분산에서는 리더십 행동의 수행이 분리되어 있지만, 행동들은 상호 의존적이다. 조정적 분산은 리더십 활동이 특정 순서로 수행되는 경우에 존재한다. 리더십 활동은 역동적이고 상황에 따라 달라지므로, 이 세 가지 범주는 특정 유형의 활동이나 의무와 일치하지 않는다. 이 프레임워크의 이 부분은 리더십 활동과 기여하는 모든 개인을 강조하여, 지정된 리더에게만 초점을 맞추는 경향을 피한다.

### 실천
실천은 시간의 흐름에 따른 리더, 추종자, 상황 간의 상호작용의 산물이다. 이는 분산 인지와 중요한 연결고리가 있는데, 사고와 이해는 독립적으로가 아니라 다른 사람, 도구, 루틴과의 상호작용으로 구성된 과정이라는 것이다. 분산적 관점의 연구는 종종 분석의 관리 가능한 단위로 실천을 세분화하는 방법으로 과업 지향적 접근 방식을 취한다. 과업이 어떻게 수행되고 리더와 추종자에 의해 어떤 과업이 중요하게 여겨지는지 이해하는 것은 실천에 대한 통찰력을 제공한다.

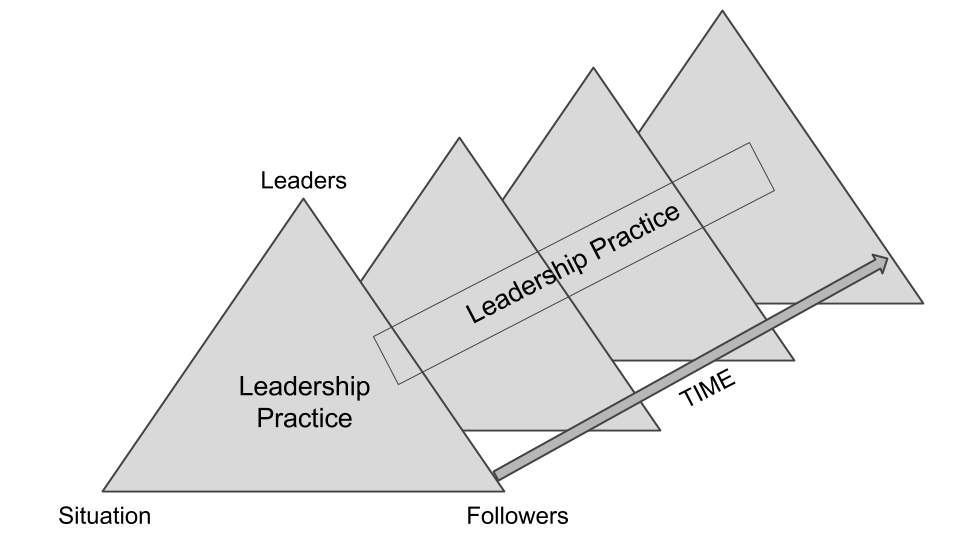
이것은 리더십 실천이 리더, 추종자, 상황, 그리고 시간에 걸쳐 어떻게 확장되는지를 이해하기 위한 도표이다.

### 상황
상황은 역사, 문화, 물리적 환경적 특징, 정책 환경과 같은 환경의 복잡한 물질적, 사회적 측면뿐만 아니라 과업 복잡성, 조직 구조, 직원 안정성과 같은 더 지역적인 측면을 포함한다. 여기서 핵심은 "리더십 실천을 가능하게 하고 제약하는 상황의 측면을 식별하고 집중하는 동시에 그것이 그 실천을 어떻게 형성하는지 파악하는 것"이다. 상황 이론이 상황을 개인이 행동하는 단순히 맥락으로만 설명하는 반면, 분산된 관점은 상황을 그것이 영향을 미치고 또한 그 안에 있는 사람들의 행동에 의해 영향을 받는다는 의미에서 구성적인 것으로 본다.
분산된 관점에서 자주 강조되는 상황의 두 가지 측면은 도구와 루틴이다. 도구는 어떤 행동을 가능하게 하기 위한 목적을 가지고 설계된 객체이다. 아마도 도구의 가장 명확한 예는 망치일 것이다. 그러나 조직에서는 도구가 가르침을 평가하기 위한 루브릭이나 출석 체크리스트일 수 있다. 그것들은 단순히 부속품이나 부수적인 것이 아니다. 그것들은 실천을 가능하게 하고 동시에 제약한다. 도구는 사용자의 주의를 집중시키는 데 도움이 되지만, 다른 요소를 가릴 수도 있다. 출석을 확인하는 사람은 출석한 모든 학생을 체크하고 작업이 완료되었다고 생각할 수 있지만, 출석했지만 목록에 없는 학생을 놓칠 수 있다. 이러한 방식으로 도구는 단순한 부속품이 아니라 과업을 구성하는 요소이다. 루틴은 조직에서 발생하는 규칙적인 행동 순서 또는 패턴이다. 이는 도구와 일치할 수도 있고 아닐 수도 있다. 예를 들어, 가르침을 평가하기 위한 루브릭이 있다면, 관련 루틴은 교수 라운드와 같이 교육 리더가 수업을 언제 어떻게 관찰하는지일 수 있다. 도구, 루틴 및 상황의 다른 측면은 지역적으로 설계되거나, 받아들여지거나, 상속될 수 있다.
중요한 것은 도구와 루틴이 작업을 완료하는 데 필요한 인지 부하의 일부를 차지한다는 점이다. (참조: 분산 인지) 가르침을 평가하기 위한 루브릭의 예에서, 관찰을 수행하는 교장은 무엇에 주의를 기울여야 할지 안내를 받게 될 것이고, 루틴은 관찰 실천에 일관성을 향상시킬 것이다. 따라서 이러한 상황에서의 리더십 실행은 교장, 관찰 대상 교사, 그리고 루틴에 걸쳐 분산된다.

## 기초 이론
분산 인지는 심리학, 사회학, 인지 과학의 교차점에 위치한다. 이는 본질적으로 지식과 그 지식을 활용한 사고가 도구, 상황, 다른 사람, 맥락에 걸쳐 확장된다는 이론이다. 이는 1990년대 인류학자 에드윈 허친스가 해군 항공모함에서의 항해 연구를 통해 시작되었다. 자연적으로 상황화된 인지를 이해하는 그의 연구는 인지가 사회적으로 분산되어 있다는 결론에 이르렀다. 개인 내의 지식 구조를 찾는 대신, 그의 연구는 인지 활동, 즉 무엇을 해야 할지를 아는 것이 다른 사람, 도구, 상황에 의해 영향을 받는 상황적인 과정임을 보여주었다.
리더십은 종종 개인이 행하는 것으로 연구된다. 사회적 또는 공유 리더십 접근법은 여전히 리더십을 개인이 수행하는 행동으로 보지만, 다른 사람들과 협력하여 수행하는 것으로 간주한다. 반대로 분산된 관점을 취한다는 것은 시스템의 창발적 속성으로서 리더십을 이해하기 위해 분산 인지 이론을 활용하는 것을 의미한다. 이러한 방식으로 리더십을 개인 행위의 결과로 보는 입장과 상황의 결과로 보는 입장 사이에 위치한다.
활동 이론은 인간 행동을 상황 속에서 이해하기 위한 광범위한 사회 과학 접근법이다. 이 상황적 관점은 분석 단위를 개인에서 집단으로 확장하고 행동 간의 관계를 연구한다. 이 접근법은 개인을 이해하는 것을 목표로 하지만, 분석 단위는 그 개인이 참여하는 더 넓은 시스템이다. 엥게스트롬은 활동 이론과 관련 연구자의 세대별 구분을 제시한다: 1세대, 레프 비고츠키 (1978)의 개인에 초점을 맞춘 모델 (주체-객체-매개물); 2세대, 알렉세이 레온티예프 (1981)의 집단 행동을 포함하도록 모델 확장; 그리고 3세대, 엥게스트롬 자신 (1987)이 제안한 상호작용 활동 시스템의 네트워크적 이해를 향한 접근. 또 다른 활동 이론 학자인 바바라 로고프는 이 작업을 두 가지 방식으로 확장한다: 첫째, 시스템의 상호의존성을 놓치지 않고 개인을 강조해야 한다; 둘째, 활동의 다른 수준을 이해하기 위해 세 가지 다른 해상도 수준 (대인 관계, 문화/공동체, 제도/문화 평면)이 필요하다. 리더십에 대한 분산적 관점은 이러한 네트워크화되고 다층적인 접근 방식을 취하여 "행동의 맥락"을 제공하고 "행위와 분산 사이의 긴장을 유지한다."
또한 스필레인과 그론은 민츠버그의 작업 활동 연구에서 발전한 리더십 연구 분야의 활동 이론 적용을 인용한다. 이 연구는 구조화된 관찰을 통해 관리자들이 실제로 무엇을 하는지 문서화하기 위해 관리자들을 관찰했다. 당시 혁신적이고 흥미로웠지만, 이 문서화의 본질은 결국 피상적인 것으로 간주되었다. 왜냐하면 관리 업무와 비관리 업무를 구분하지 않았고, 관리가 어떻게 실행되었는지에 대한 질문이 여전히 해소되지 않았으며, 리더십 효과성을 설명하지 못했기 때문이다.
분산된 관점에서 리더십을 이해한다는 것은 분산 인지와 활동 이론을 모두 활용하여 리더십 활동을 상황적이고 사회적인 과정으로 살펴보는 것을 의미한다.

## 용어의 사용
"분산 리더십"은 리더십 및 조직 이론 담론에 진입했으며, 다양한 학자, 정책 입안자, 행정가, 실무자들에게 그들의 작업을 구성하고, 설명하며, 홍보하는 데 활용되면서 분명한 매력을 발휘했다. 어떤 이들은 이를 효과적인 리더십 또는 학교 개선을 위한 방안으로 사용하며, 다른 이들은 최적의 리더십 또는 조직 구조를 처방하는 데 사용한다. 가장 일반적인 대안적 용법은 분산 리더십을 두 명 이상의 지정된 리더, 즉 공유, 민주적 또는 협력적 리더십과 같은 아이디어와 동일시하는 것이다. 이러한 맥락의 연구는 종종 리더십 역할의 분산에 초점을 맞춘다. 이러한 대안적 조직 구조에 대한 관심은 학교 리더에 대한 요구 증가와 교육 기관에 대한 요구 변화를 반영하며, "분산 리더십"이라는 용어는 이를 나타내는 데 사용된다. 일부는 이러한 용법의 중복이 아이디어의 희석 또는 오래된 아이디어를 새로운 용어로 재포장하는 결과를 초래할까 우려한다.
혼합된 용법을 해소하는 데 도움이 되는 구별은 분산 리더십을 개념적 또는 분석적 틀로서의 분산 리더십과 규범적 또는 실천적 틀로서의 분산 리더십으로 구분하는 것이다. 분석적 관점을 취하는 것은 리더십 활동을 리더, 추종자, 그리고 상황 간의 상호작용의 산물로 이해하는 것이다. 이는 분산 인지와 활동 이론에 뿌리를 둔 틀의 근원을 반영한다. 실천적 또는 규범적 접근 방식은 조직을 개선하기 위해 리더십의 분산을 최적화하는 데 관심을 갖는다. 이 경우 연구는 리더십 역할 또는 활동의 특정 구성이 미치는 영향에 초점을 맞춘다. 분산 리더십이라는 용어의 사용은 주제에 대한 학술 연구가 계속 발전함에 따라 진화하겠지만, 이 구분은 연구자, 정책 입안자, 행정가, 실무자를 위한 공통적인 인식론을 유지하는 데 중요하다.

## 내용주
1. ↑  Benson, Angela M.; Blackman, Deborah (October 2011). 《To distribute leadership or not? A lesson from the islands》. 《Tourism Management》 32. 1141–1149쪽. doi:10.1016/j.tourman.2010.10.002. S2CID 154212800.
2. ↑  Spillane, James P.; Halverson, Richard; Diamond, John (2001). 《Investigating School Leadership Practice: A Distributed Perspective》. 《Educational Researcher》 30. 23–28쪽. CiteSeerX 10.1.1.494.6018. doi:10.3102/0013189x030003023. S2CID 14863899.
3. ↑  Spillane, James P. (2006). 《Distributed leadership》 1판. San Francisco: Jossey-Bass. ISBN 978-0-7879-6538-9.
4. ↑  Ali
5. ↑  Spillane, James P. (2006). 《Distributed leadership》 1판. San Francisco: Jossey-Bass. 11–12쪽. ISBN 978-0-7879-6538-9.
6. ↑  Spillane, James P.; Camburn, Eric M.; Stitziel Pareja, Amber (2007년 2월 5일). 《Taking a Distributed Perspective to the School Principal's Workday》. 《Leadership and Policy in Schools》 6. 103–125쪽. doi:10.1080/15700760601091200. S2CID 3116768.
7. ↑  Halverson, Rich (2003). 《Systems of practice: how leaders use artifacts to create professional community in schools》. 《Education Policy Analysis Archives》 11. 37쪽. doi:10.14507/epaa.v11n37.2003.
8. ↑  Halverson, Richard (2010). 《School formative feedback systems》. 《Peabody Journal of Education》 85. 130–155쪽. doi:10.1080/01619561003685270. S2CID 17836842.
9. ↑  Spillane, James P. (2006). 《Distributed leadership》 1판. San Francisco: Jossey-Bass. ISBN 978-0-7879-6538-9.
10. ↑  Spillane, James P. (2006). 《Distributed leadership》 1판. San Francisco: Jossey-Bass. 75쪽. ISBN 978-0787965389.
11. ↑  Spillane, James P.; Halverson, Richard; Diamond, John B. (January 2004). 《Towards a theory of leadership practice: a distributed perspective》. 《Journal of Curriculum Studies》 36. 3–34쪽. doi:10.1080/0022027032000106726. S2CID 3094291.
12. ↑  Halverson, Richard (2003). 《Systems of Practice: How Leaders Use Artifacts to Create Professional Community in Schools》. 《Education Policy Analysis Archives》 11. 37쪽. doi:10.14507/epaa.v11n37.2003.
13. ↑  Hutchins, Edwin (1994). 《Cognition in the wild》 3. printing판. Cambridge, Mass.: MIT Press. ISBN 9780262082310.
14. ↑  Engestrom, Yrgö (1987). 《Learning by Expanding: An activity-theoretical approach to developmental research》 1.판. Helsinki: Orienta-Konsultit.
15. ↑  Rogoff, Barbara (1995). 《Observing sociocultural activity on three planes: participatory appropriation, guided participation, and apprenticeship》. In J.V. Wertsch, P. del Rio, & A. Alvarez (Eds.) Sociocultural studies of mind. Cambridge, UK: Cambridge University Press.
16. ↑  Spillane, James; Halverson, Richard; Diamond, John (2001). 《Investigating School Leadership Practice: A distributed perspective》. 《Educational Researcher》 30. 23–28쪽. CiteSeerX 10.1.1.494.6018. doi:10.3102/0013189x030003023. S2CID 14863899.
17. ↑  Gronn, Peter (2000). 《Distributed Properties: A New Architecture for Leadership》. 《Educational Management & Administration》 28. 317–338쪽. doi:10.1177/0263211x000283006. S2CID 145398182.
18. ↑  Spillane, James P.; Diamond, John B., Eds. (2007). 《Distributed Leadership in Practice》. New York: Teachers College, Columbia University. ISBN 978-0-8077-4806-0.
19. ↑  Harris, Alma (2009). 《Distributed school leadership: Developing tomorrow's leaders》. London: Routledge. ISBN 978-0-415-41958-1.
20. ↑  Leithwood, Kenneth; Mascall, Blair; Strauss, Tiiu; Sacks, Robin; Memon, Nadeem; Yashkina, Anna (2007년 2월 5일). 《Distributing Leadership to Make Schools Smarter: Taking the Ego Out of the System》. 《Leadership and Policy in Schools》 6. 37–67쪽. doi:10.1080/15700760601091267. S2CID 146358158.
21. ↑  Harris, A.; Spillane, J. (2008년 1월 1일). 《Distributed leadership through the looking glass》. 《Management in Education》 22. 31–34쪽. doi:10.1177/0892020607085623. S2CID 143505983.
22. ↑  Harris, A.; Spillane, J. (2008년 1월 1일). 《Distributed leadership through the looking glass》. 《Management in Education》 22. 31–34쪽. doi:10.1177/0892020607085623. S2CID 143505983.

## 일반 참고 문헌
- Bolden, Richard (September 2011). 《Distributed Leadership in Organizations: A Review of Theory and Research》. 《International Journal of Management Reviews》 13. 251–269쪽. doi:10.1111/j.1468-2370.2011.00306.x.
- Harris, A. (2008). Distributed School Leadership: Developing tomorrow's leaders. New York: Routledge.
- Halverson, R. R. (2003). 《Systems of practice: How leaders use artifacts to create professional community in schools》. 《Education Policy Analysis Archives》 11. 1–34쪽. doi:10.14507/epaa.v11n37.2003.
- Hutchins, E. (1995). Cognition in the Wild. Boston: MIT Press.
- Gronn, P (2008). 《The future of distributed leadership》. 《Journal of Educational Administration》 46. 141–158쪽. doi:10.1108/09578230810863235.
- Spillane, J. (2006). Distributed leadership. San Francisco: Jossey-Bass.
- Spillane, J. & Diamond, J. (2007). Distributed Leadership in Practice. New York: Teachers College Press.
- Spillane, J. P., Halverson, R., & Diamond, J. B. (2001). Investigating School Leadership Practice: A Distributed Perspective. Educational Researcher, (April), 23–28.
- Spillane, J. P.; Halverson, R.; Diamond, J. B. (2004). 《Towards a theory of leadership practice: a distributed perspective》. 《Journal of Curriculum Studies》 36. 3–34쪽. doi:10.1080/0022027032000106726. S2CID 3094291.